# Motor s válci do H

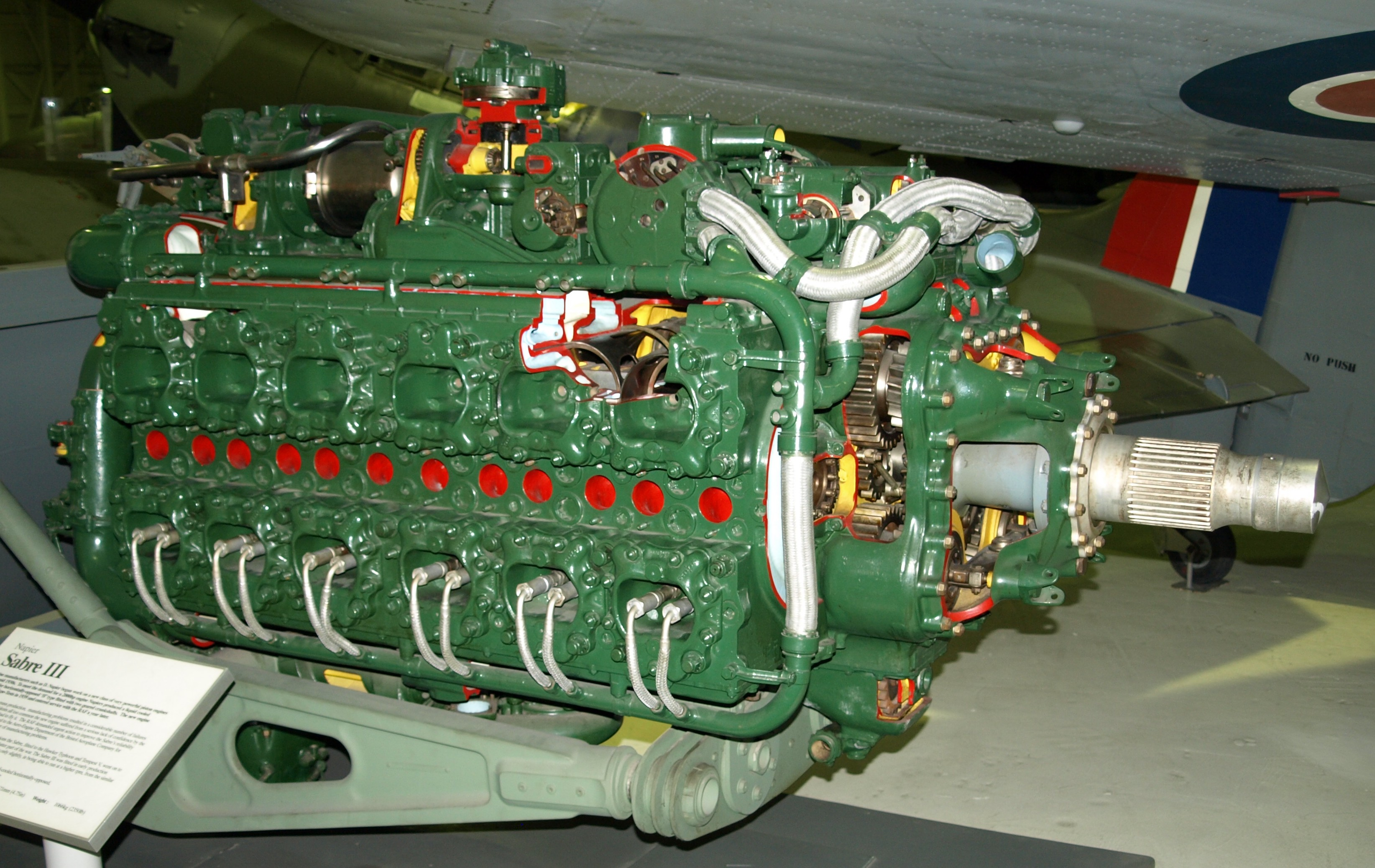
Letecký motor Napier Sabre

Princip činnosti

Motor s válci do H je typ čtyřválcového nebo čtyřřadého dvouhřídelového pístového spalovacího motoru, jehož příčný řez je ve tvaru písmene H. Motor má dva rovnoběžné klikové hřídele, které jsou vzájemně propojeny.
Motory tohoto typu užívaly motocykly (Brough Superior Dream), vozy Formule 1 (BRM P83), letadla (motory Napier Dagger, Napier Sabre, Pratt & Whitney X-1800). V 70. letech 20. století byl francouzským a německým námořnictvem vyvíjen čtyřicetiválcový motor (40 H 672) pro speciální účely, zůstalo ale jen u prototypu.